# 나폴레옹 (1955년 영화)
나폴레옹(Napoleon)은 이탈리아에서 제작된 사샤 기트리 감독의 1955년 드라마 영화이다. 마리아 쉘 등이 주연으로 출연하였다.

## 출연

### 주연
- 마리아 쉘
- 이브 몽땅
- 에릭 본 스토하임

### 조연
- 장 피에르 오몽
- 잔느 보이텔
- 피에르 브라소
- 지아나 마리아 카날레

## 제작진
- 미술: 르네 르누